# (481817) 2008 UL90
(481817) 2008 UL90 ist ein erdnaher Asteroid des Atira-Typs, der am 26. Oktober 2008 im Rahmen des Mount Lemmon Surveys entdeckt wurde.